# Slokoștița, Kiustendil
Slokoștița (în bulgară Слокощица) este un sat în comuna Kiustendil, regiunea Kiustendil,  Bulgaria. 

## Demografie
Componența etnică a satului Slokoștița
     Bulgari (98,39%)
     Nicio identificare (1,6%)
     Altele (0%)
La recensământul din 2011, populația satului Slokoștița era de 1.684 locuitori. Din punct de vedere etnic, majoritatea locuitorilor (98,39%) erau bulgari. Pentru 1,6% din locuitori nu este cunoscută apartenența etnică.